# Алдозе
Алдоза је моносахарид (једноставни шећер) који садржи само једну алдехидну (-CH=O) групу по молекулу. Хемијска формула поприма форму . Најједноставнија могућа алдоза је диоза гликолалдехид, која садржи само два атома угљеника.
Зато што оне имају бар један асиметрични угљеник, алдозе испољавају стереоизомерију. То значи да алдоза може да постоји у било D или L форми Фишерове пројекције. Биолошки системи су склони да препознају D-алдозе у већој мери од L-алдоза.
Алдоза се разлукује од кетозе по томе што је њена карбонилна група на крају угљениковог ланца уместо у средини. Због тога је могуће хемијски диференцирати кетозе и алдозе користећи Селиванофов тест. Алдоза се може изомеризовати до кетона путем Лобри-де Бруин-ван Акенстеинове трансформације.